# Gaetano Bonicelli
Gaetano Bonicelli (ur. 13 grudnia 1924 w Vilminore di Scalve) – włoski duchowny rzymskokatolicki, w latach 1989-2001 arcybiskup Sieny-Colle di Val d’Elsa-Montalcino.

## Życiorys
Święcenia kapłańskie przyjął 22 maja 1948. 10 lipca 1975 został mianowany biskupem pomocniczym Albano ze stolicą tytularną Musti. Sakrę biskupią otrzymał 26 sierpnia 1975. 11 czerwca 1977 objął urząd ordynariusza. 28 października 1981 został mianowany ordynariuszem polowym Włoch z arcybiskupią stolicą tytularną Italica, a 14 listopada 1999 objął rządy w archidiecezji Siena-Colle di Val d’Elsa-Montalcino. 23 maja 2001 przeszedł na emeryturę.